# Xã Catlin, Quận Vermilion, Illinois
Xã Catlin (tiếng Anh: Catlin Township) là một xã thuộc quận Vermilion, tiểu bang Illinois, Hoa Kỳ. Năm 2010, dân số của xã này là 3.300 người.